# Prakriti

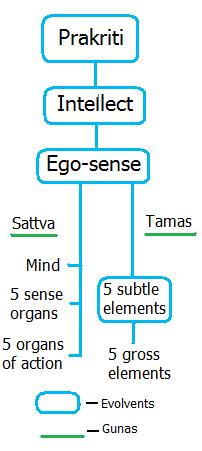

La Prakṛti (en sanskrit IAST ; devanāgarī : प्रकृति) signifie nature ; ordre naturel ; forme primitive, fondement, origine, cause. Dans la philosophie indienne du Sāṃkhya, c'est d'abord la Nature Primordiale (mūlaprakṛti), cause originelle des phénomènes du monde matériel. Mais c'est aussi la Nature Originelle combinant les potentialités de l'Énergie et de la Matière, principe femelle dynamique activé par le contact du principe mâle statique Puruṣa l'Esprit ; elle est le point d'équilibre du triguṇa de ses qualités: sattva, rajas et tamas; elle se manifeste par l'évolution pariṇāma des 23 autres principes tattva. Ce terme apparaît pour la première fois dans la Śvetāśvatara Upaniṣad au sens de Nature.

## Nature de Prakṛti
La prakṛti est une substance inconsciente mais éternellement active. Nature multiforme, tantôt elle se développe et se différencie en cosmos, produisant en son propre sein tous les êtres matériels, tantôt elle se rétracte, résorbe en elle tous les existants et revient à son état indistinct et subtil originel (mūlaprakṛti).[réf. nécessaire]

## Prakṛti dans le Sāṃkhya
Dans la philosophie du Sāṃkhya, Prakṛti est la matière primordiale à l'état manifesté qui sous le reflet de puruṣa engendre les vingt-trois principes de la manifestation ou de la création tout entière. Ceci étant dû au déséquilibre des trois guṇa que sont sattva, rajas et tamas.